# Делија Фијаљо
Делија Фијаљо (шп. Delia Fiallo; Хавана, 4. јул 1924 — Корал Гејблс, 29. јун 2021) била је кубанска списатељица и сценаристкиња која је живела у Мајамију. Била је један од најистакнутијих представника савременог љубавног романа, бавила се разним жанровима који су се појављивали у њеном књижевном стваралаштву.
Због доприноса који је дала успону жанра мелодраме крајем 1970-их и средином 1980-их, сматра се „мајком латиноамеричке теленовеле”. До краја 1980-их, њене серије су имале преко 100 милиона гледалаца укупно.

## Биографија
Фиjаљо је студирала филозофију на Универзитету у Хавани и дипломирала је 1948. године. Исте године је добила књижевну награду за једну своју кратку причу. Поред уређивања часописа за кубанско Министарство просвете и рада у односима са јавношћу, почела је да пише радионовеле у Хавани 1949. године. Прву адаптацију у теленовелу направила је са Сорајом, која је приказана на Куби 1957. године. Напустила је Кубу, заједно са својом породицом, 1966. године и отишла у изгнанство у Мајамију, где ће написати већину својих дела.
Фиjаљо је прво покушала да прода своје сценарије у Порторико, али су јој емитери из Венецуеле понудили четири пута више новца. Живела је неко време у Венецуели, да би надгледала продукцију својих дела од стране Venevisión-а, а касније Radio Caracas Televisión-а. Захваљујући свом сународнику Енрикеу Куску, успела је да ступи у контакт са власницима Venevisión-а, који су емитовали њену прву теленовелу у тој земљи, Лусеситу из 1967. године.
Фиjаљо није написала ниједну оригиналну теленовелу након Кристал 1985. године, пошто последњи пројекат на којем је радила, Срећа, никада није завршен и одлучила је да се повуче. Тада је продала права на своја дела мексичкој продукцијској кући Televisa. Њихове адаптације, како је више пута изјавила, нису јој се допале.

## Лични живот
Удала се за радио редитеља Бернарда Паскуала 1952. године. Били су у браку 67 година, све док он није умро у марту 2019. године. Била је мајка петоро деце и имала 13 унучади.
Према њеној изјави, није посетила родну Кубу, након одласка, нити Венецуелу од избора бившег председника Уга Чавеза 1998. године.
Фиjаљо је умрла у јуну 2021. у 97. години живота, у свом дому у Корал Гејблсу на Флориди.

## Теленовеле
У списку су, поред оригиналних назива дела, наведене екранизације које су приказиване на српском говорном подручју. Већина теленовела има још по неколико екранизација различитих продукција.

### Оригиналне
- Зли анђео (касније адаптирана као Лус Марија)
- Госпођица Елена
- Твој свет и мој
- Лиса, моја љубав
- Есмералда (касније адаптирана као Есмералда и Без твог погледа)
- Марија Тереса (касније адаптирана као Росалинда)
- Луталица (касније адаптирана као Касандра и Перегрина)
- Девојка звана Милагрос (касније адаптирана као Напуштени анђео)
- Маријана од ноћи (касније адаптирана као Маријана)
- Рафаела (касније адаптирана под истим насловом)
- Марија дел Мар (касније адаптирана као Море љубави)
- Лихија Сандовал
- Моја најбоља пријатељица
- Наследница (касније адаптирана као Чудо љубави)
- Драга мама (касније адаптирана као Соледад)
- Увек сам те волела (адаптирана као наставак Напуштеног анђела)
- Леонела
- Жена која није могла да воли (касније адаптирана под истим насловом)
- Кристал (касније адаптирана као Право на љубав и Тријумф љубави)

### Адаптиране
- Моја сестра близнакиња
- Оркански висови
- Лаура и Вирхинија
- Јадна ђаволица (касније адаптирана као Фиорела)

## Награда
Награда „Богиња теленовела” је створена у част Делије Фиjаљо на 9. годишњем Самиту индустрије теленовела 2011. године.